# Марков Іван Анатолійович
Іва́н Анато́лійович Ма́рков (1993—2014) — старший солдат Збройних сил України, учасник російсько-української війни.

## З життєпису
Народився 31 травня 1993 року в місті Кіровоград. Згодом родина переїхала до села Мар'ївка, Компаніївський район. У 2010 році закінчив ЗОШ села Мар'ївка; у 2010—2011 роках навчався на природничо-географічному факультеті Кіровоградського державного педагогічного університету імені Володимира Винниченка.
З 2011 року проходив військову службу за контрактом у лавах Збройних силах України. Під час війни — розвідник-кулеметник групи спеціального призначення військової частини, польова пошта В2336.
15 липня 2014 року внаслідок мінометного обстрілу, вчиненого терористами, загинуло восьмеро бійців Кіровоградського 3-го окремого полку спеціального призначення біля селища Ізварине, Луганська область, серед них Іван Марков, Алєксєєв Микола Васильович, Бендеров Максим Васильович, Каравайський Богдан Ігорович, Коваленко Юрій Вікторович, Вербовий Максим Вікторович, Майсеєв Станіслав Анатолійович, Рябий Дмитро Володимирович. 19 липня від поранень помер Гаркавенко Віктор Олександрович.
Похований у місті Кропивницький 18 серпня 2014 року на Алеї Слави Ровенського кладовища.
Без сина лишився батько.

## Нагороди та вшанування
- 14 серпня 2014 року — за особисту мужність і героїзм, виявлені у захисті державного суверенітету та територіальної цілісності України, вірність військовій присязі під час російсько-української війни, відзначений — нагороджений орденом «За мужність» III ступеня (посмертно).
- На честь Івана Маркова названо вулицю в Кіровограді (колишня вулиця 3 Вересня).
- 18 червня 2015 року в селі Мар'ївка Компаніївського району на фасаді будівлі ЗОШ йому відкрито меморіальну дошку.